# Windrose Aviation
WindRose Aviation (en ukrainien Авіакомпанія «Роза Вітрів») est une compagnie aérienne ukrainienne opérant en Europe, en Afrique et en Asie.

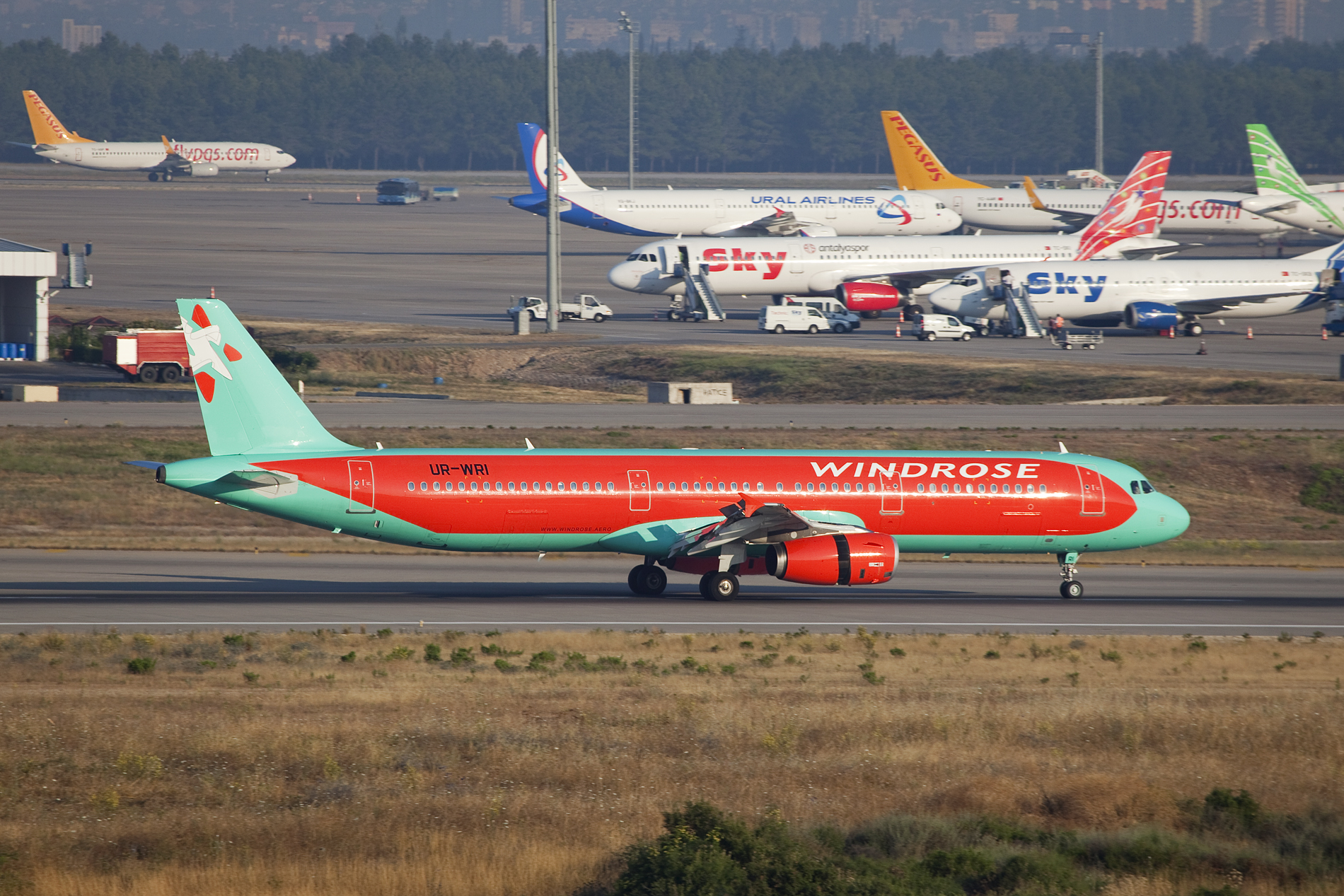
UR-WRI, un A321 de Wind Rose

## Historique
La compagnie WindRose Aviation fut fondée le 23 octobre 2003. Elle est basée à l'aéroport de Kiev Boryspil. La flotte au 1er décembre compte onze avions (cinq Airbus A321 et six Embraer ERJ 145). Elle compte vingt-six destinations. Son siège social est à Kiev en Ukraine.
En 2020, elle ouvre des lignes intérieures en Ukraine et de multiples lignes depuis Kiev vers plusieurs capitales des Balkans.

## Destinations
Au départ de Kiev, Windrose Aviation propose des destinations en Ukraine (Odessa, Lviv, Kharkiv, Dnipropetrovsk, Zaporijia), en Asie mineure et en Orient (Antalya, Jeddah, Lahore, Dalaman), en Afrique (Charm el-Cheikh, Hurghada, Zanzibar) et en Europe (Varna, Burgas, Héraklion, Rhodes, Araxos, Larnaca, Tivat, Pula, Split, Barcelone, Alicante, Tenerife, Malaga), Corfou.

## Flotte

### Flotte actuelle
En octobre 2020, la flotte de WindRose Aviation se compose des appareils suivants :

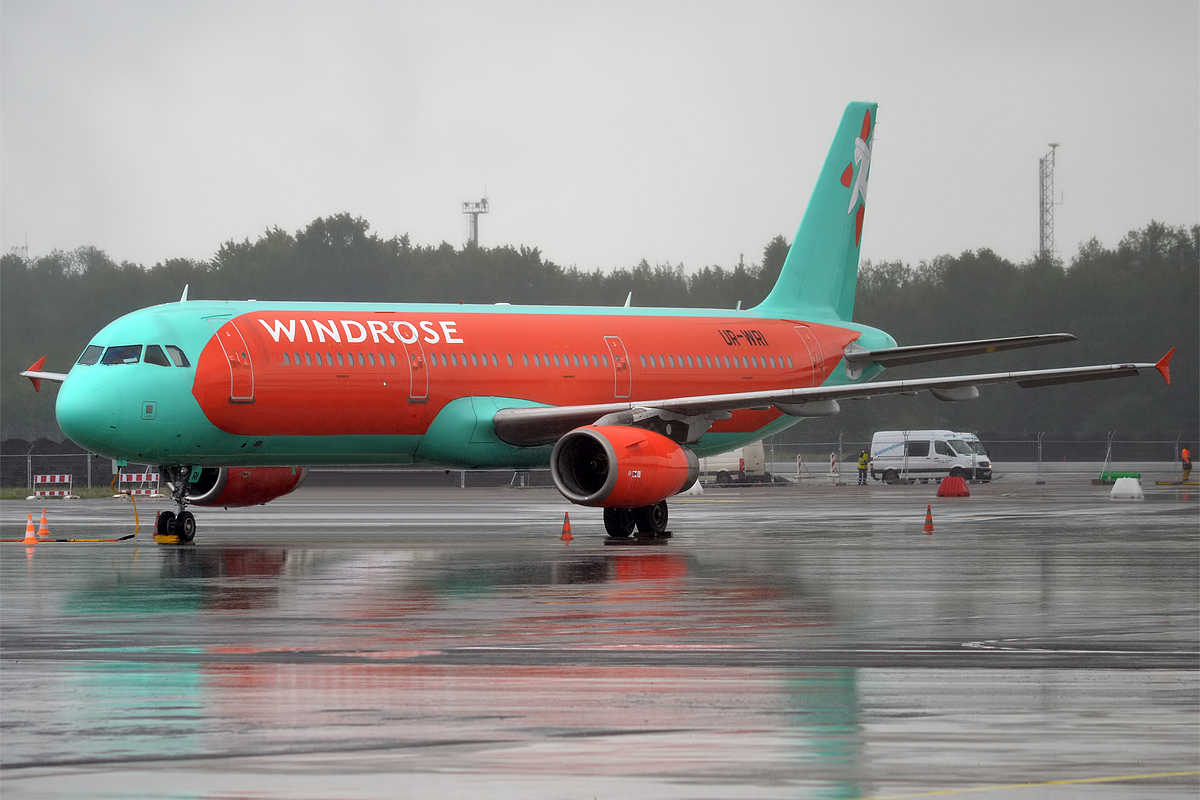
UR-WRI, Airbus A321-231
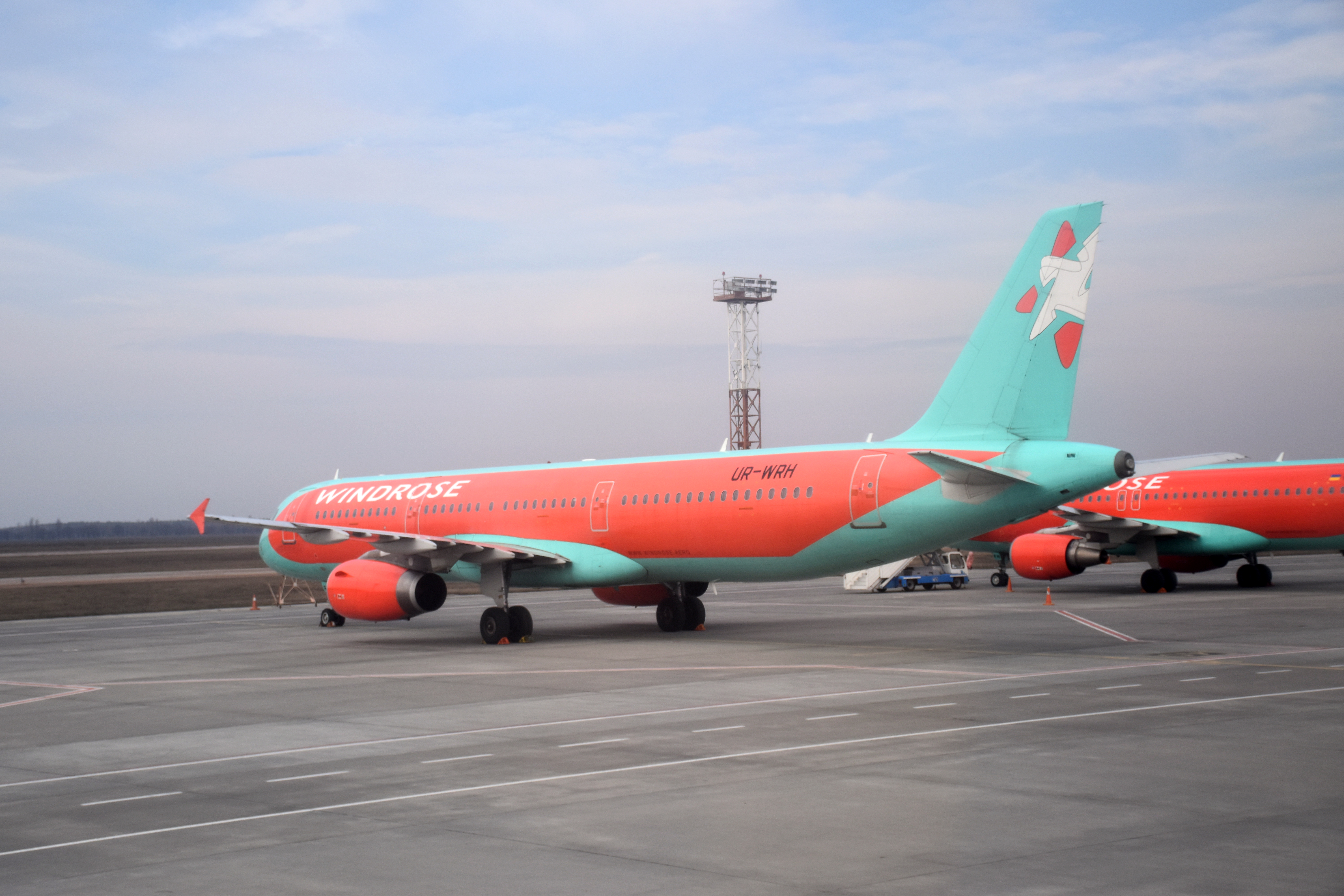
A321-231, UR-WRH
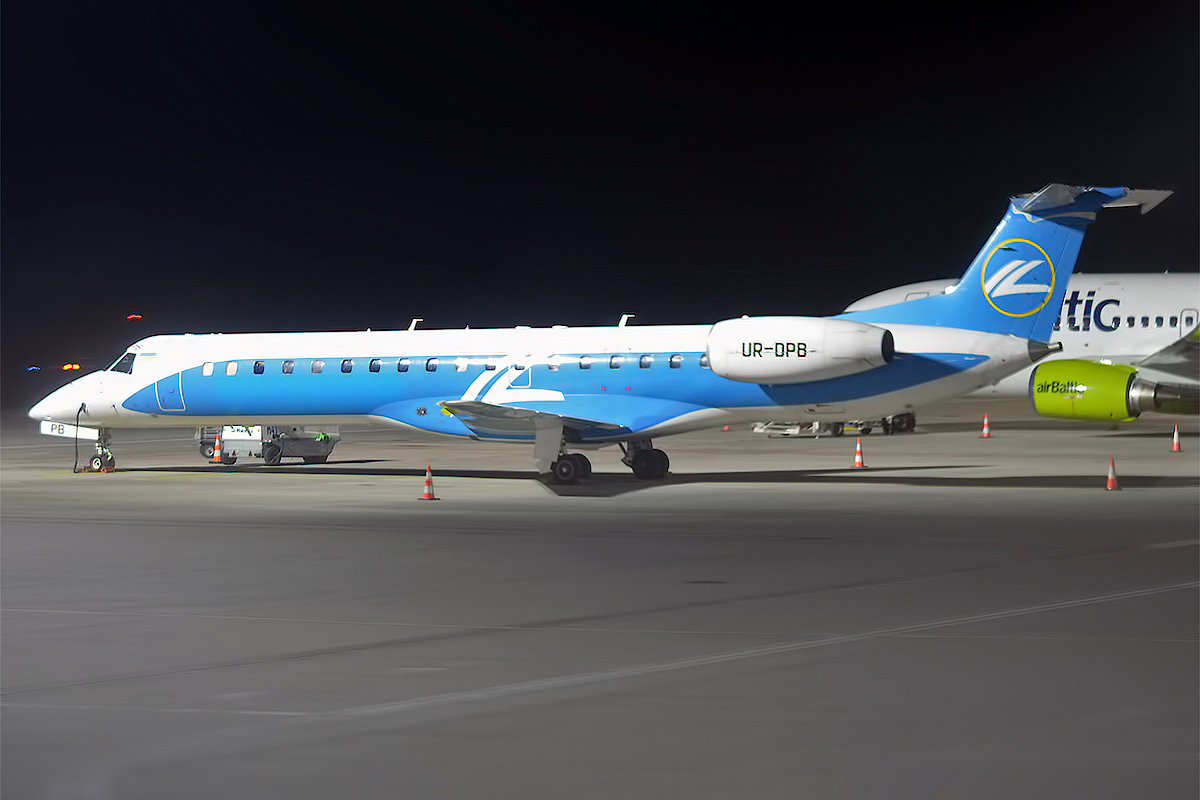
Un Embraer ERJ-145 de WindRose toujours aux couleurs de son ancienne détentrice Dniproavia.

### Flotte retirée
Par le passé, WindRose Aviation a utilisé :

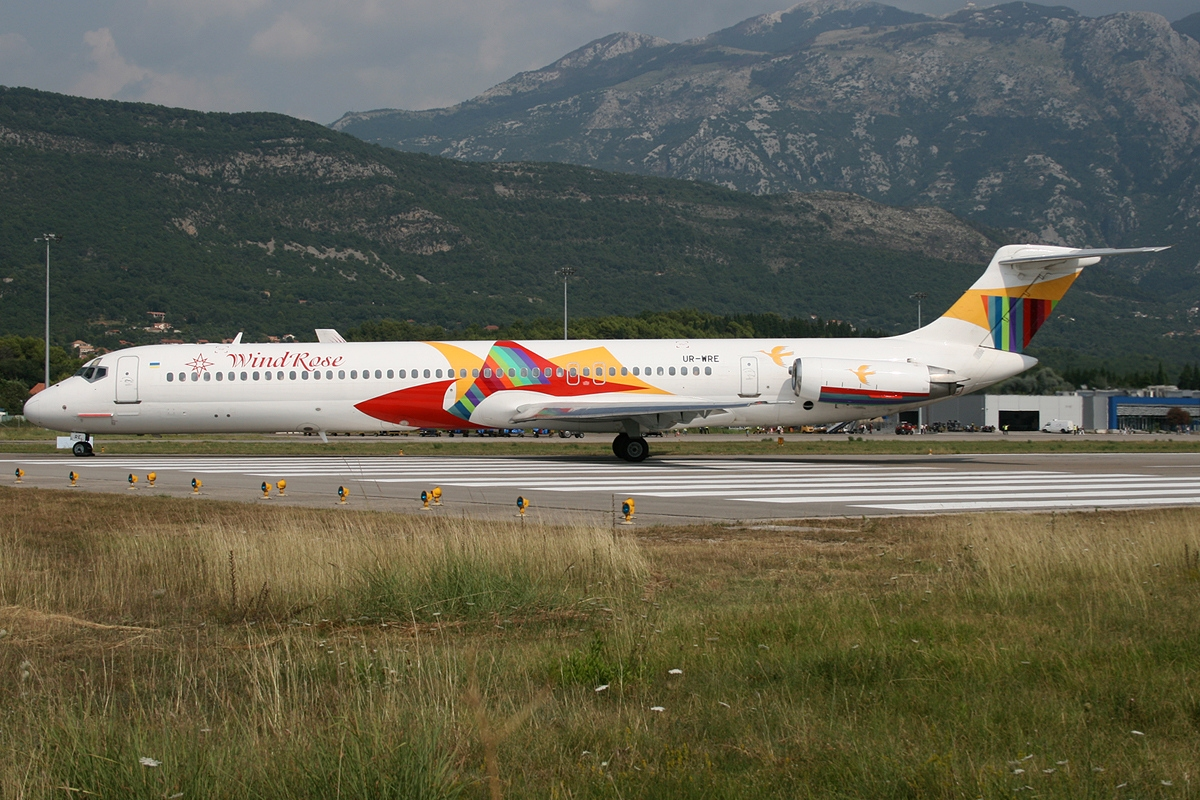
McDonnell Douglas MD-82
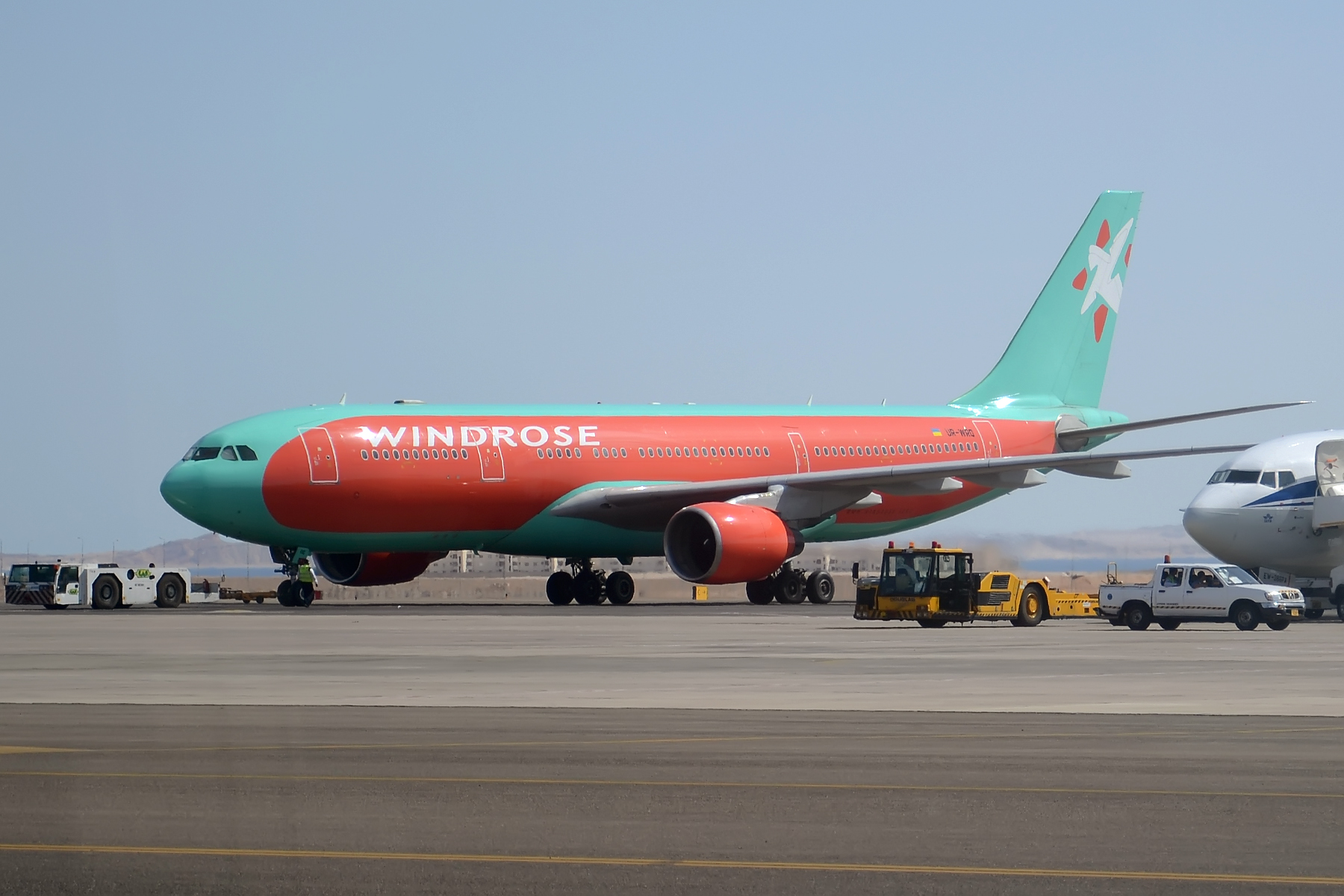
Airbus A330-223 de WindRose
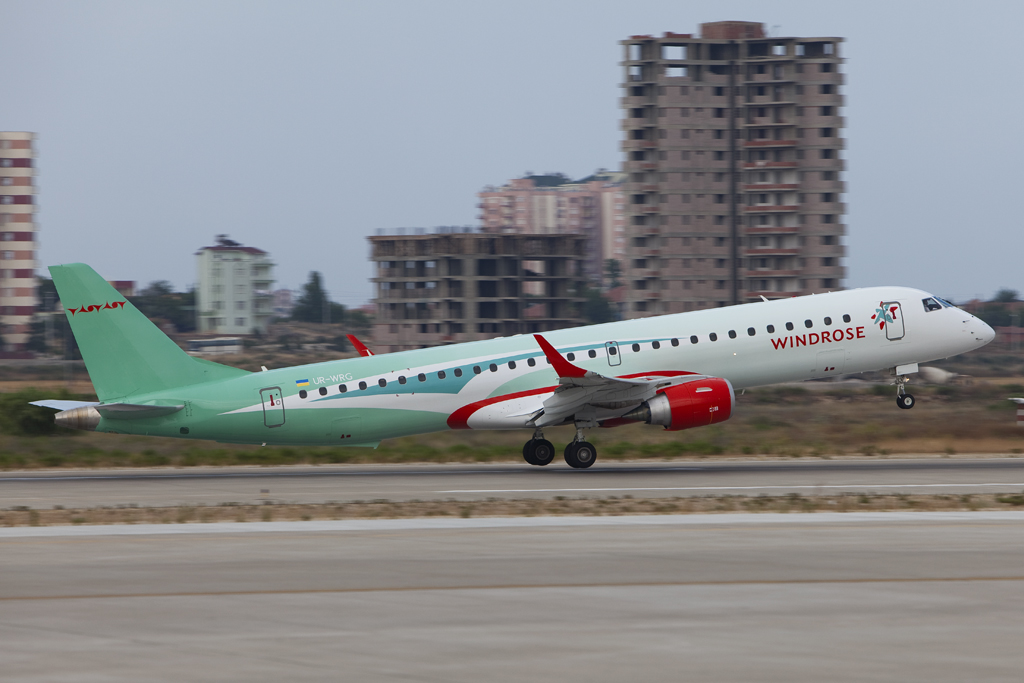
UR-WRG, Embraer 195
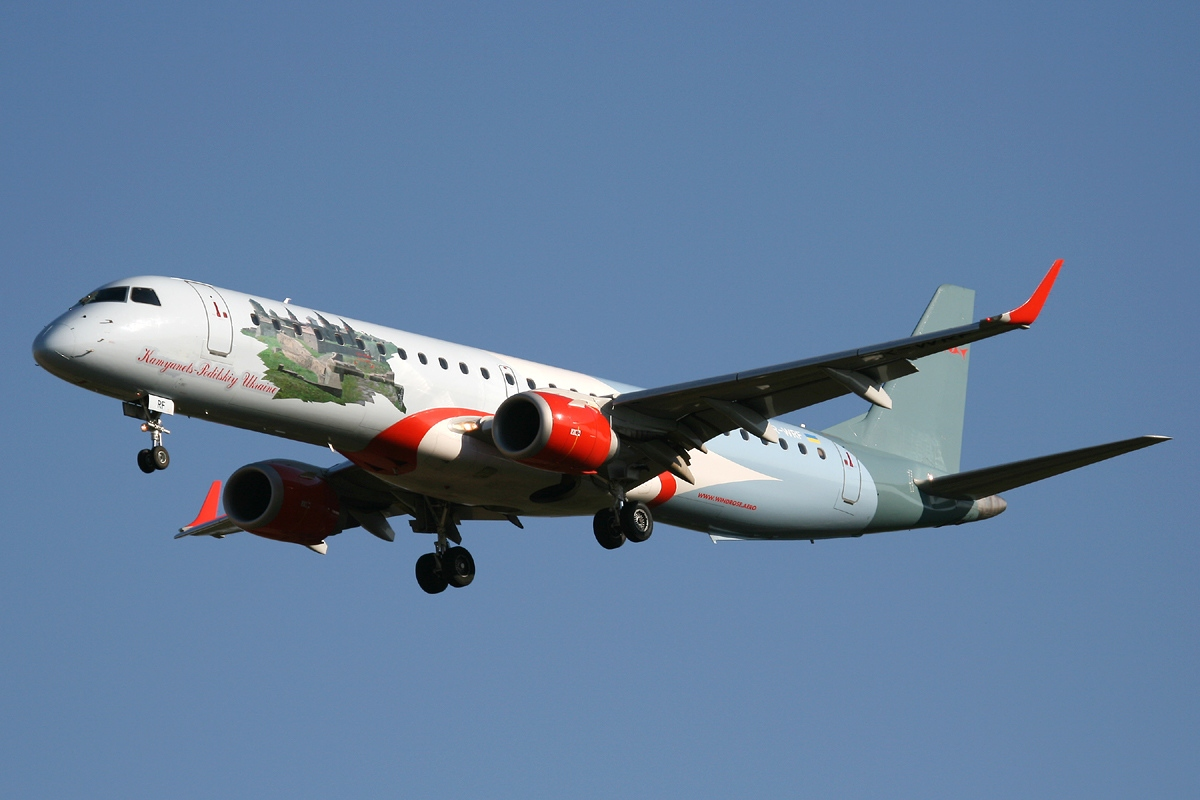
Embraer 190-200IGW
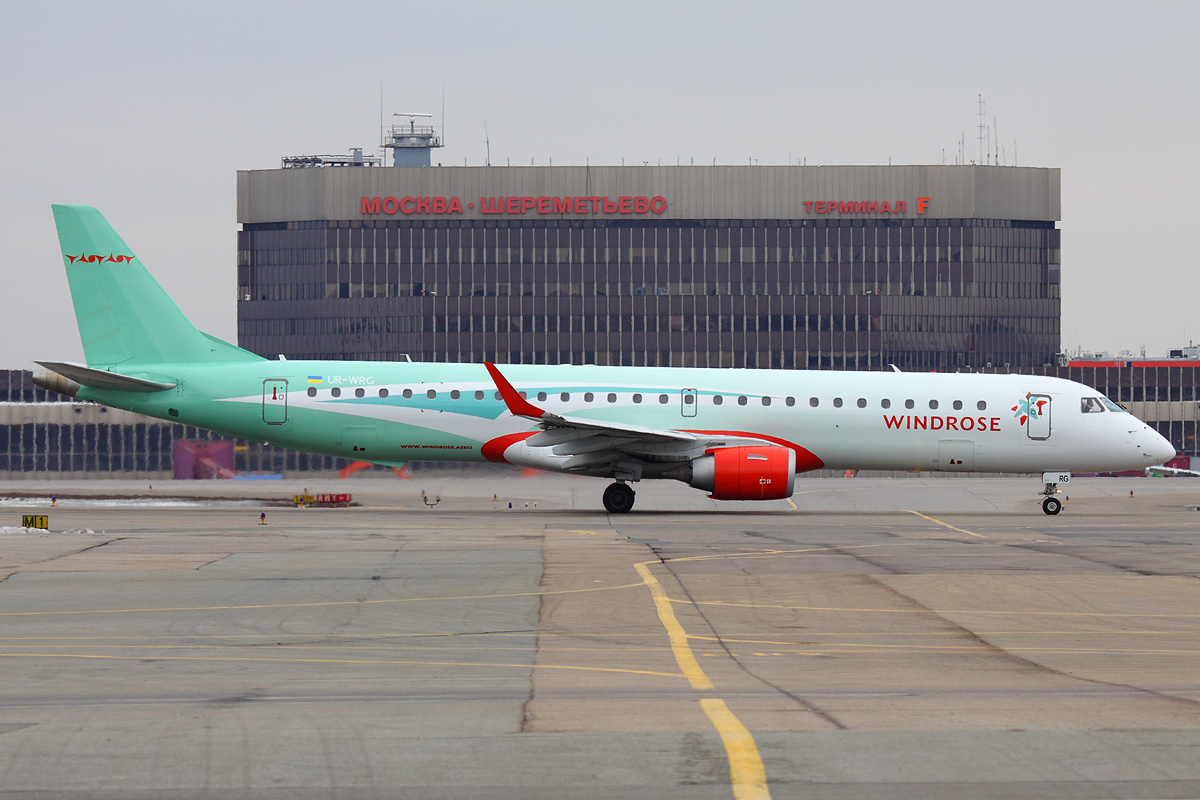
Embraer 195, UR-WRG, en 2012